# Bathhouse Betty
Bathhouse Betty — девятый студийный альбом американской певицы и актрисы Бетт Мидлер, выпущенный в 1998 году под лейблом Warner Bros. Records.

## Об альбоме
Название альбома «Bathhouse Betty» (рус. Бетти из бани или Банная Бетти) отсылает к началу карьеры Мидлер, когда она выступала в гей-банях, с того же момента она стала гей-иконой и заимела поддержку ЛГБТ-сообщества.
Спустя двадцать пять лет Бетт вновь возвращается к тому с чего начиналась её музыкальная карьера, к стилю высокий кэмп или как она его называла Мэй-Уэст-встречает-Сестёр-Эндрюс. В частности это можно заметить в песне «I’m Beautiful».
Кавер-версия песни «Ukulele Lady» делает референс в сторону того, что Мидлер родом с Гавайев, укулеле же что-то вроде национального символа штата.

## Коммерческий приём
Альбом добрался до тридцать второй строчки в Billboard 200. Альбом имеет золотую сертификацию от американской ассоциации звукозаписывающих компаний за полмиллиона проданных копий.
Сингл «My One True Friend» попал на шестнадцатую позицию в чарте Adult Contemporary, а сингл «I’m Beautiful» благодаря выпущенным ремиксам стал танцевальным хитом, возглавив чарт Hot Dance Club Play и стал восьмым в чарте Hot Dance Music/Maxi Singles Sales.

## Список композиций
| №   | Название                         | Автор(ы)                                        | Длительность |
| --- | -------------------------------- | ----------------------------------------------- | ------------ |
| 1.  | «Song of Bernadette»             | Леонард Коэн, Билл Эллиотт, Дженнифер Уорнс     | 3:46         |
| 2.  | «I’m Beautiful»                  | Бринсли Эванс                                   | 3:57         |
| 3.  | «Lullaby in Blue»                | Адам Коэн, Брок Уолш                            | 5:09         |
| 4.  | «Ukulele Lady»                   | Гас Кан, Ричард А. Уайтинг                      | 3:33         |
| 5.  | «I’m Hip»                        | Боб Доро, Дэйв Фришберг                         | 2:44         |
| 6.  | «I Sold My Heart to the Junkman» | Леон Рене, Отис Рене                            | 3:10         |
| 7.  | «One Monkey Don’t Stop No Show»  | Роуз Мари Маккой, Чарли Синглтон                | 2:46         |
| 8.  | «Boxing»                         | Бен Фолдс                                       | 4:26         |
| 9.  | «Big Socks»                      | Чаки Букер                                      | 3:51         |
| 10. | «That’s How Love Moves»          | Дженнифер Кимболл, Тай Лейси, Фицджеральд Скотт | 3:55         |
| 11. | «My One True Friend»             | Дэвид Фостер, Кэрол Кинг, Кэрол Байер-Сейджер   | 3:50         |
| 12. | «Laughing Matters»               | Дик Галлахер, Марк Уолдроп                      | 3:53         |

| №   | Название | Автор(ы)   | Длительность |
| --- | -------- | ---------- | ------------ |
| 13. | «Heaven» | Джули Голд | 3:50         |

| Хит-парад (1998)              | Высшая позиция |
| ----------------------------- | -------------- |
| Австралия (ARIA)              | 55             |
| Германия (Offizielle Top 100) | 68             |
| Канада (RPM Top Albums/CDs)   | 88             |
| США (Billboard 200)           | 32             |
| Япония (Oricon)               | 89             |

| Регион | Сертификация | Продажи  |
| --- | ------------ | -------- |
| США (RIAA) | Золотой      | 500 000^ |
| * Данные о продажах приведены только на основе сертификации. ^ Данные о тиражах приведены только на основе сертификации. |              |          |